# Lillian Moller Gilbreth
Lillian Moller Gilbreth, ameriška psihologinja, industrijska inženirka, * 24. maj 1878, Oakland, Kalifornija, Združene države Amerike, † 2. januar 1972, Phoenix, Arizona, Združene države Amerike.

## Življenje
Lillian je bila rojena 24. maja 1878 v Oaklandu v Kaliforniji, mami Annie Delger in očetu Williamu Mollerju. Bila je drugi otrok, za njo se je v družini rodilo še 8 otrok. Vzgojena je bila v duhu staromodnih vrednot, zagovarjali so na primer poslušnost staršem, odgovornost za mlajše sorojence ter striktno ločevali »moška in ženska« dela (moški niso smeli delati ženskih opravil in obratno). 
Do devetega leta je bila deležna domačega izobraževanja, nato pa se je pri devetih letih začela šolati na državni osnovni šoli. Začela je v prvem razredu, vendar je hitro napredovala skozi razrede.  Po končani osnovni šoli je nadaljevala šolanje na srednji šoli v Oaklandu (Oakland High School), kjer je imela tudi funkcijo predsednice razreda. Maja 1896 je zaključila srednjo šolo z vzornimi ocenami. Visoka izobrazba je bila v družini sicer cenjena, vendar ni bila primerna za mlada dekleta, saj je bila namenjena tistim, ki so morali zagotavljati preživetje, kar pa za njihove hčere ni bilo potrebno.  Lillian je vseeno gojila močno željo po izobrazbi, zato je pri očetu izprosila, da ji je dovolil študirati na Berkeleyu na  Univerzi v Kaliforniji, saj je ob tem lahko živela doma in skrbela za svojo družino.  Leta 1900 je diplomirala iz angleške literature in se v zgodovino zapisala kot prva ženska govorka na zaključnem slavju z delitvijo diplom na univerzi. 
Najprej je želela magistrirati na Univerzi Columbia s področja funkcionalistične psihologije, kjer je bila deležna predavanj Edwarda Thorndikea. Funkcionalizem, kot pomemben predhodnik behaviorizma, je poudarjal učenje in adaptacijo na situacijo. Gilberthova je svoje nadaljnja psihološka izobraževanja naslonila na pojmovanje, da na posameznikovo vedenje vplivajo izkušnje izobraževanja ter vplivi iz okolja.  Poleg tega je za osnovo svojega delovanja upoštevala tudi dela različnih socialnih filozofov (to so npr. William James, John Stuart Mill, Thorstein Veblen). Verjela je, da je delo izražanje posameznikove individualnosti in je tako aktivnost vsakega psihološko zdravega živega bitja.
Po letu študija na Univerzi Columbia je zbolela in se zaradi tega v prvem letu študija vrnila domov, kjer je na Univerzi v Kaliforniji nadaljevala izobraževanje na področju literature in leta 1902 tudi magistrirala.
Za nagrado si je privoščila potovanje po Evropi. Pred tem je preživela nekaj časa v Bostonu, kjer je spoznala a, bodočega moža.  Frank je tri tedne po vrnitvi iz Evrope Lillian zaprosil za poroko. Poročila sta se 19. oktobra 1904 v Oaklandu v Kaliforniji.
Skupaj sta začela izvajati študije principov znanstvenega menedžmenta.  Frank je na podlagi lastnih raziskav z ženo ob strani začel nuditi svetovanje podjetjem.
Leta 1910 sta se z nastajajočo družino preselila na Rhode Island, v zvezni državi New England, kjer je Lillian na Univerzi Brown leta 1915 opravila doktorat iz psihologije. Prvič je sicer že na Univerzi v Kaliforniji končala doktorsko dizertacijo, vendar je bila ta zaradi neustreznosti zahtevam za doktorske kandidate zavrnjena. Kljub temu je bila dizertacija kasneje objavljena v The Psychology of Management. Na Univerzi Brown je tako v svojo drugo dizertacijo zajela tematiko učinkovitosti metod poučevanja ter jo poimenovala »Nekateri aspekti odpravljanja odvečnega pri poučevanju (ang. »Some Aspects of Eliminating Waste in Teaching«). . 
V zakonu se jim je rodilo 12 otrok. 
Pri delu se je soprog ukvarjal bolj s tehničnimi vidiki delavčeve učinkovitosti, Lillian pa je svojo pozornost namenjala človeškemu vidiku upravljanja s časom.  Ko je leta 1924 Frank umrl, je Lillian delo nadaljevala sama. Pri osemdesetih je končala svoje poklicno delo ter se upokojila.
Umrla je 2. januarja1972 v Phoenixu v Arizoni pri starosti 92 let.
Življenje Lillian Moller Gilbreth je postalo  znano širši javnosti z izidom dveh knjig, ki sta ju napisala dva izmed njenih dvanajstih otrok. Knjigi nosita naslov »Cheaper by the Dozen« (v slovenščino prevedeno  »Za ducat ceneje«) in »Belles on Their Toes«. Tretjo knjigo, biografijo zakoncev Gilbreth, pa je napisala novinarka Edna Yost, naslovila pa jo je »Time Out for Happiness«.

## Delo
Lillian je v svojem delu kombinirala različne perspektive, od inženirske in psihološke do perspektive žene ter matere. S svojim delom je posegala na različna področja, npr. na aplikacijo menedžmenta in tehnik študij gibanja v industrijo in dom, rehabilitacijo hendikepiranih, preprečevanja utrujenosti in uporabe prostega časa, pomoči žensk v  menedžmentu. 
Pripomogla je k temu, da so industrijski inženirji upoštevali pomen psiholoških dimenzij pri delu. Bila je prva ameriška inženirka, ki je povezala psihologijo in znanstveni menedžment. Čeprav marsikatere ideje v času njenega življenja niso bile sprejete, so vplivale na nadaljnjo smer razvoja modernega menedžmenta. 
Ugotovila je, da so zaposleni motivirani tako z nedirektnimi spodbudami kot tudi z direktnimi. Bila je med prvimi, ki so prepoznali vpliv stresa in izgorelosti na upravljanje s časom.

### Psihološki in znanstveni menedžment
Tako Lillian kot njen mož Frank Gilbreth sta bila prepričana, da se revolucionarnih idej Fredericka Winslowa Taylorja ne bo dalo zlahka prenesti v prakso, saj bi prenos zahteval sodelovanje tako inženirjev kot psihologov, da bi bil uspešen. Ideje so se jima zdele pomanjkljive predvsem na področju upravljanja s človeškimi viri. Zakonca Gilbreth sta tako bila avtorja konstruktivnih kritik Taylorizma, le-te pa so podpirali tudi nekateri drugi uspešni menedžerji. 
Lillian je začela leta 1926 delati marketinške raziskave za podjetje Johnson &  Johnson. Njena naloga je bila izvesti raziskavo o higienskih robčkih. Vendar je poleg raziskave doprinesla k podjetju tudi s svojim psihološkim znanjem o merjenju in analizi vedenja in mnenj, znanjem o interakciji telesa in materialnih stvari, poleg tega pa je kot mama in zaposlena moderna ženska pri kupcih vzbujala zaupanje.

### Študije časa, gibanja in utrujenosti
Zakonca sta ustanovila lastno podjetje Gilbreth, Inc., ki se je ukvarjalo z menedžerskim svetovanjem. V okviru tega sta tudi izvedla študijo časa in gibanja, kasneje pa sta to dopolnila tudi s študijo utrujenosti. Študije so postale predhodniki ergonomije. 

### Študije gibanja in hendikepirani
Hendikepirani delavci so imeli v primerjavi z nehendikepiranimi  zaradi pomanjkanja sposobnosti izvajati določene gibe več težav pri delu in so zaradi tega bili manj učinkoviti.  Tudi če so opravljali isto delo, so bili njihovi gibi pri tem lahko okorni in za isto delo so potrebovali več časa. Prav tako sta se Gilbrethova strinjala, da morajo poškodovanim dati občutek, da so v svetu lahko aktivni. Zato sta se zakonca Gilbreth odločila, da bi bilo smiselno izvesti kontrolirane študije časa in gibanja, s katerimi bi ugotovili, katere so ključne spremenljivke, ki ovirajo učinkovitejše delo. Izhajala sta tudi iz lastnih spoznanj, saj je Frank Gilbreth trpel za revmatizmom, ki je povzročil, da je bil nekaj časa paraliziran od vratu navzdol ter tako izkusil, kaj pomeni biti hendikepiran. 
Fizične omejitve hendikepiranih so zahtevale, da se metode študij gibanja osredotočijo na to, katere gibe lahko posameznik zlahka izvede in se na podlagi tega poišče zadolžitve, ki zahtevajo takšne gibe. Zagovarjala sta mnenje, da je inženirjeva dolžnost prilagoditi delo delavcu, ne pa čakati na popolno protezo, ki bo spet izpopolnila delavca. Zato naj bi izobraževanje povzročilo, da bi inženir postal pozoren na zahteve dela in potrebe delavca, kar bi mu omogočilo, da bi poiskal primerno delo in ga prilagodil hendikepiranemu posamezniku.  Ko bi bilo to doseženo, bi lahko delavec bil deležen treninga, ki bi mu pomagal, da bi pri delu uporabljal le zahtevane gibe. Naučil bi se najoptimalnejšega načina izvajanja naloge, torej dosegel najvišjo hitrost izvajanja in vložil najmanj truda. S tem bi dosegli višjo učinkovitost ter hkrati večje zadovoljstvo pri delu.

### Upravljanje domačega gospodinjstva
Zakonca Gilbreth sta v  eksperimente pogosto vključevala svoje otroke, kar sta v knjigi »Za ducat ceneje« (ang. Cheaper by the Dozen) zapisala dva izmed Gilbrethovih otrok (Frank B. Gilbreth Jr. In Ernestine Gilbreth Carey).
Lillian je v svoje delo stalno vnašala izkušnje iz vsakdanjega življenja ter želela le-to optimizirati. Zaslužna je za razvoj moderne kuhinje, saj je podala zamisel delovnega trikotnika, ki je še danes pogosto uporabljen.Vzgajala je dvanajst otrok, poleg tega pa tudi  pisala knjige ter pomagala podjetjem s svojimi menedžerskimi veščinami.

### Poučevanje
Lillian je v času svojega študija obiskovala dovolj vzgojno-izobraževalnih predmetov, da si je s tem pridobila certifikat učiteljice. Prav tako se je v svoji drugi doktorski dizertaciji osredotočila na temo tega področja, saj je pisala o učinkovitih poučevalnih metodah.
Med letoma 1913 in 1916 sta z možem Frankom na Rhode Islandu poučevala brezplačen dvotedenski seminar v poletni šoli o znanstvenem menedžmentu. 
Po moževi smrti je ustvarila seminar o študijah gibanja. Prvega je začela izvajati januarja leta 1925, ponujala pa je pripravo članov organizacije za prevzetje odgovornosti za študije gibov v tej organizaciji.
Njeno delo je vključevalo tako laboratorijske projekte kot tudi obiske privatnih firm, ki so bile tako deležne aplikacije znanstvenega menedžmenta.  Do leta 1930 je izvedla 7 kurzov na tematiko študije gibanja tudi na svojem domu v Montclairu v New Jerseyu.
Med tem je svoj čas posvečala tudi predavanju na Univerzi Purdue, kjer je njen mož prej opravljal letna predavanja. To je privedlo do tega, da je 1935 postala gostujoča profesorica ter tako prejela naziv prve ženske predavateljice inženirstva na omenjeni univerzi. Leta 1940 je prejela naziv redne profesorice, pri čemer je svoja predavanja imela tako na oddelku za industrijski inženiring, za industrijsko psihologijo ter na oddelku za domačo gospodarstvo. Poleg tega je nudila tudi konzultacije o karieri žensk v dekanovi pisarni. 
Na oddelku industrijskega inženiringa je pomagala pri vzpostavitvi laboratorija za izvajanje študij gibanja in časa, tehnike teh študij pa je prenesla tudi na področje domačega gospodarstva pod naslovom »Poenostavitev dela«.
Leta 1948 se je na Univerzi Purdue upokojila.
Polega poučevanja na Univerzi Purdue, je prav tako opravljala delo na šoli inženiringa na Univerzi v Wisconsinu kot gostujoča predavateljica. Ob tem je poučevala tudi na različnih drugih univerzah. Pri šestinosemedesetih letih je leta 1964 je postala tudi stalna predavateljica na Tehnološkem inštitutu Massachusetts. 

## Prva ženska inženirstva
Lillian Gilbreth so opisovali kot prvo žensko inženirstva, saj je bila zapisana v zgodovino kot prva ženska članica različnih inženirskih združenj.  Leta 1921 je postala prva ženska članica The Society of Industrial Engineers ter v zgodnjih tridesetih letih 20. stoletja postala prva ženska članica American Society of Mechanical Engineers. Poleg tega je bila prva ženska, ki je prejela na Univerzi v Michiganu naziv »Honorary Master of Engineering«. Leta 1935 je postala prva ženska profesorica menedžmenta na šoli inženirstva na Univerzi Purdue, prav tako je bila prva ženska profesorica menedžmenta na Newark College of Engineering. Lillian je bila takrat prva ženska, ki je prejela nagrado, ki jo je podeljevalo The Society of Industrial Engineers (nagrada je sicer bila namenjena obema zakoncema Gilbreth).

## Izbrana dela
- The Psychology of Management|The Psychology of Management: the Function of the Mind in Determining, Teaching and Installing Methods of Least Waste (1914)
- Applied motion study; a collection of papers on the efficient method to industrial preparedness. (1917) (napisano v sodelovanju z Frankom Gilbrethom)
- Fatigue Study: The Elimination of Humanity's Greatest Unnecessary Waste; a First Step in Motion Study (1916) (napisano v sodelovanju z Frankom Gilbrethom)
- Motion Study for the Handicapped (1920) (napisano v sodelovanju z Frankom Gilbrethom)
- The Quest of the One Best Way: A Sketch of the Life of Frank Bunker Gilbreth (1925)
- The Home-maker and Her Job (1927)
- Living With Our Children (1928)
- Normal Lives for the Disabled (1948) (napisano v sodelovanju z Edno Yost)
- The Foreman in Manpower Management (1947) (napisano v sodelovanju z Alice Rice Cook)
- Management in the Home: Happier Living Through Saving Time and Energy (1954) (napisano v sodelovanju z Orpha Mae Thomas in Eleanor Clymer)
- As I Remember: An Autobiography (1998) (objavljeno po smrti)